# Dunedin Technical
Dunedin Technical es un equipo de fútbol de la ciudad de Dunedin, Nueva Zelanda que se desempeña en la FootballSouth Premier League. Su mayor logró fue la obtención de la Copa Chatham en 1999 y el subcampeonato en la Liga Nacional de ese mismo año.

## Palmarés
- Copa Chatham (1): 1999.
- FootballSouth Premier League (2): 2011 y 2013.